# Dušan Kerkez (calciatore)
Dušan Kerkez (Belgrado, 1º maggio 1976) è un allenatore di calcio ed ex calciatore bosniaco, di ruolo centrocampista, tecnico del Botev Plovdiv.

## Carriera

### Club
Ha giocato con Partizan, Jedinstvo Ub, Radnički Obrenovac, Leotar, Zrinjski Mostar e Rijeka, tutte squadre appartenenti a repubbliche della ex Jugoslavia.
Poi ha giocato a Cipro con l'AEL Limassol e l'Arīs Limassol, dove ha chiuso la carriera.

### Nazionale
Ha esordito con la nazionale bosniaca il 18 febbraio 2004, giocando l'amichevole contro la Macedonia. Ha disputato in nazionale cinque incontri, senza mai segnare.

## Palmarès

### Giocatore

#### Competizioni nazionali
- Coppe di Jugoslavia: 1

Partizan: 1997-1998
- Campionato bosniaco: 2

Leotar: 2002-2003
Zrinjski Mostar: 2004-2005
- Coppa di Croazia: 1

Rijeka: 2005-2006

### Allenatore

#### Competizioni nazionali
- Coppa di Cipro: 1

AEL Limassol: 2018-2019
- Coppa di Bulgaria: 1

Botev Plovdiv: 2023-2024